# Nerijus Eidukevičius
Nerijus Eidukevičius (* 7. Juli 1970 in Klaipėda) ist ein litauischer Manager und ehemaliger Politiker, Vizeminister, stellvertretender Wirtschaftsminister Litauens.

## Biographie
Nach dem Abitur an der Mittelschule in Klaipėda absolvierte Nerijus Eidukevičius von 1989 bis 1994 das Diplomstudium der Wirtschaftswissenschaft an der Universität Vilnius.  Von 1993 bis 1996 war er Projektleiter beim Finanzmakler-Unternehmen UAB FMI "Suprema" und von 1997 bis 1999 bei "Hansa Investments", von 1999 bis 2000 Generaldirektor bei "Hansa Investments". 2000 arbeitete er bei "Deloitte & Touche" als Manager.
Von 2001 bis Juli 2006 war er stellvertretender Wirtschaftsminister von Litauen (Stellvertreter der Minister Petras Čėsna und danach von Kęstutis Daukšys). Von 2004 bis 2006 war Vorstandsvorsitzende von "Alytaus tekstilė" und "Mažeikių nafta". Danach arbeitet er als Manager. Seit Oktober 2012 ist er Vizepräsident von Trakcja S.A., seit  September 2006 Vorstandsvorsitzende von "Kauno tiltai", von Dezember 2010 bis Dezember 2012 Ceo bei Tiltra Group AB.
Eidukevičius ist verheiratet und mit Frau Laura hat die Tochter Greta Patricija.